# Dahir du 4 juin 1864
Le dahir du 4 juin 1864 est un dahir qui fut promulgué par le sultan du Maroc (Mohammed ben Abderrahmane) pour encourager la liberté du commerce dans l'empire chérifien.
Grâce à ce dahir, des avantages ont été accordés aux pays européens qui pouvaient instaurer leur influence commerciale et militaire.